# Чарлі Грейпвін
Чарлі Еллсворт Грейпвін (англ. Charley Ellsworth Grapewin; 20 грудня 1869 — 2 лютого 1956) — американський актор.

## Біографія
Народився в Огайо, і ще в юності втік з дому, щоб стати цирковим артистом. Його мрія незабаром збулася, і він потрапив в бродячий цирк, де працював в повітряним акробатом і гімнастом. Крім цього багато гастролював по світу з відомою цирковою трупою Ф. Т. Барнума. У 1900 році Грейпвін вперше з'явився на кіноекранах в двох німих короткометражках, а в 1905 році відбулась його єдина поява на Бродвеї в п'єсі «Це залежить від вас, Джон Генрі». У 1929 році він знову повернувся в кінематограф, де за наступні 22 роки кар'єра знявся більш ніж в ста картинах. Найбільш яскравими та незабутніми стали його ролі дядька Генрі в знаменитому музичному фільмі Віктора Флемінга «Чарівник країни Оз» (1939) і дід Джоад в драмі Джона Форда «Грона гніву» (1940). У нього також були помітні ролі у фільмах «Суддя Пріст» (1934), «Скам'янілий ліс» (1936), «Відважні капітани» (1937), «Пил буде моєю долею» (1939), «Джонні Аполлон» (1940), «Тютюнова дорога» (1941) і «Вони померли на своїх постах» (1941). У 1896 році він одружився з актрисою Енн Ченс, з якою був разом до її смерті в 1943 році.
Грейпвін помер в Каліфорнії в 1956 році у віці 86 років, і був похований в Глендейлі на кладовищі Форест-Лаун поруч з дружиною.

## Вибрана фільмографія
- 1932 — Американське божевілля
- 1932 — Ви слухаєте?
- 1932 — Леді та джентльмен
- 1933 — Сентиментальна співачка
- 1935 — О, дикість!
- 1937 — Зухвалі капітани
- 1937 — Негідник з Брімстоун
- 1939 — Встань і бийся